# 陶冷月
陶冷月（1895年11月5日—1985年12月3日），原名善镛，江苏苏州人，中国画家，曾就读于江苏省立第一师范学校。